# Vihiga (distrikt)
Vihiga  är ett av Kenyas 71 administrativa distrikt, och ligger i provinsen Västprovinsen. År 1999 hade distriktet 498 883 invånare. Huvudorten är Mbale.